# Животът си тече тихо...
„Животът си тече тихо...“ (оригинално заглавие „Партизани“) е български игрален филм (драма) от 1957 година на режисьорите Бинка Желязкова и Христо Ганев – първият им съвместен филм. Сценарият е на Христо Ганев. Оператор е Васил Холиолчев. Музиката във филма е композирана от Георги Тутев.
Филмът на двамата режисьори, които са с леви идеи още отпреди 9 септември 1944 г. (Ганев е партизанин, а Желязкова – репресирана) се оказва неудобен за комунистическата власт. Смята се, че той за първи път в Източния блок извежда на преден план десакрализацията на комунистическите идеали, показва моралното падение и злоупотребата с властта на бившите партизани, заели високи постове в партията“.
Спрян е от цензурата, а ЦК на БКП излиза със специално постановление, в което се казва: „Този филм фактически развенчава образа на народния партизанин, хвърля клевета върху тяхната борба и всеотдайност към народното дело, прави неверни обобщения за нашата действителност“.
Разправата на властта с филма довежда до вцепенение и страх сред българските кинодейци и сковаване на цялостното развитие на киното в България, поради което то не достига международното признание, което получават кинематографиите от други страни от Източния блок.
Филмът е показан пред публика едва 31 години след създаването му и получава годишната награда на Съюза на филмовите дейци (1988) .

## Сюжет
След тригодишно обучение в Съветския съюз Павел, бивш партизанин, се завръща в България и постъпва на работа в Районния комитет на партията. Още с пристигането си разбира, че нещата са се променили: бойните му другари са с нарушени отношения, съдбата им е нерадостна. Баща му, Жельо, народен представител и бивш партизански командир, пък изглежда е загубил връзка с обикновения живот – цялото му внимание е съсредоточено върху проекта за паметник на партизаните. Филмът поставя акцент върху ценностния конфликт, който противопоставя бившите партизани, и върху реалността, която ги разделя. Както личи в диалога между Ванката (Иван Братанов) и съпругата му Величка (Кунка Баева):
„– Като не си партиец, не си ли им другар? Не сте ли се били заедно? 
– Тогава беше друго, бе. Тогава бяхме все равни. Сега един по-горе, друг – по-долу. Това има значение.“

## Състав

### Актьорски състав
| Изпълнител            | Роля      |
| --------------------- | --------- |
| Богомил Симеонов      | Желю      |
| Георги Георгиев – Гец | Петко     |
| Емилия Радева         | Шели      |
| Иван Братанов         | Ванката   |
| Димитър Буйнозов      | Павел     |
| Иванка Димитрова      | Люба      |
| Любомир Димитров      | Велко     |
| Никола Дадов          | бай Станю |
| Кунка Баева           | Величка   |
| Адриана Андреева      | Кремена   |
| Иван Кондов           | Марков    |
| Павел Йовков          | Вихър     |
| Николай Атанасов      | Бойко     |
| Владимир Братанов     | Огнян     |
| В епизодите           |           |
| Никола Попов          |           |
| Енчо Тагаров          |           |
| Катя Зехирева         |           |
| Иван Обретенов        |           |
| Йордан Спасов         |           |
| Рина Пенчева          |           |
| Стоил Попов           |           |

### Екип
| Режисьори          | Бинка Желязкова Христо Ганев                                        |
| Сценарий           | Христо Ганев                                                        |
| Оператор           | Васил Холиолчев                                                     |
| Художник           | Асен Грозев                                                         |
| Музика             | Георги Тутев (като Георги Иванов)                                   |
| Звукооператор      | Николай Попов                                                       |
| Грим               | Кирил Траянов                                                       |
| Монтаж             | Маргарита Попова                                                    |
| Архитект           | Иванка Ганчева                                                      |
| Втори художник     | Владимир Гоев                                                       |
| Асистент-режисьори | Зако Хеския (като Исак Хеския) Асен Игнатов                         |
| Асистент-оператори | Васил Младенов                                                      |
| Директор           | Христо Цоликов                                                      |
| Музиката изпълнява | Софийската държавна филхармония Диригент: Константин Илиев          |
| Производство       | Българска кинематография Студия за игрални филми /Copyright © 1957/ |